# Băgău, Alba
Băgău (în maghiară Magyarbagó) este un sat în comuna Lopadea Nouă din județul Alba, Transilvania, România.

## Istoric
Pe Harta Iosefină a Transilvaniei din 1769-1773 (Sectio 139) localitatea apare sub numele de „Bago”.

## Lăcașuri de cult
- Biserica românească din lemn "Sf. Teodor Tiron" din anul 1733, vechi lăcaș de cult greco-catolic (astăzi, ortodox), cu modificări și adăugiri din 1847 și 1955 și cu picturi interioare din secolul al XVIII-lea (executate de Toader zugravul). Biserica este înscrisă pe lista monumentelor istorice din județul Alba[4] elaborată de Ministerul Culturii și Patrimoniului Național din România în anul 2010.
- Biserica greco-catolică „Nașterea Maicii Domnului“ (construită între 2000-2003).

## Obiective turistice
- Rezervația naturală „Tăul fără fund", situat la 450 m altitudine, cu o suprafață de 7,40 ha, conservă plante higrofile și faună acvatică într-o cuvetă lacustră formată în urma unui proces străvechi de alunecare[5]. Este alimentat de râurile Valea Râtului și Valea Pusta Băgău.

## Obiective memoriale
- Monumentul Eroilor Români din cele Două Războaie Mondiale. Monumentul dedicat eroilor români căzuți în luptele din cele Două Războaie Mondiale din satul Bagău, este situat pe șoseaua principală Aiud-Hopârta. Dezvelit în anul 1946, cu o înălțime de 3 m, monumentul are un postament din piatră pe care se înalță o coloană piramidală, care are în terminație o cruce din ciment mozaicat. Pe placa de pe fața monumentului se află inscripția: „În amintirea eroilor căzuți pentru patrie”. Pe partea stângă sunt înscrise numele eroilor din Primul Război Mondial, iar pe partea dreaptă a celor din al Doilea Război Mondial.

## Personalități
Ștefan Roșianu (1867 - ?) deputat în Marea Adunare Națională de la Alba Iulia 1918 

## Galerie de imagini

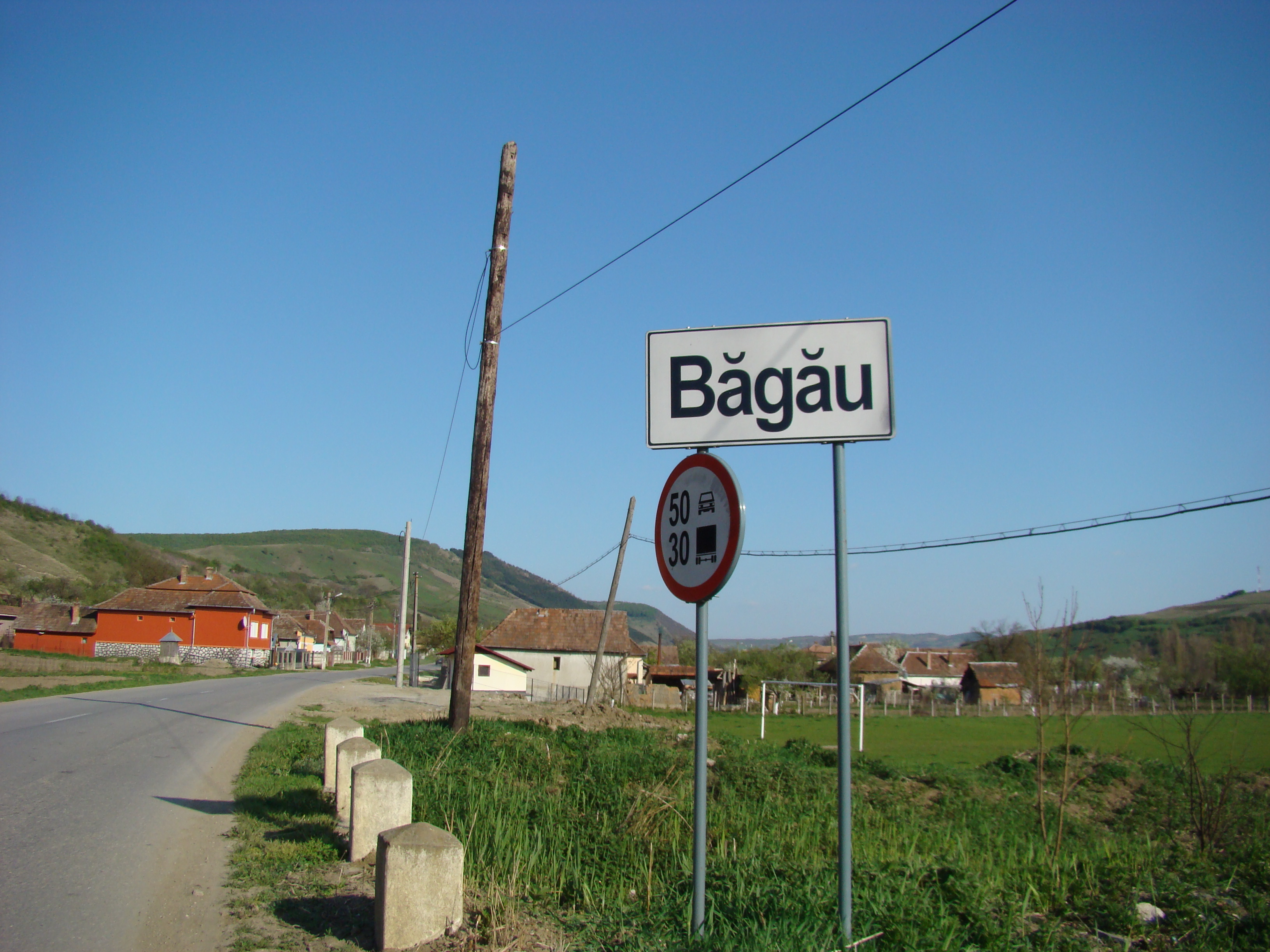
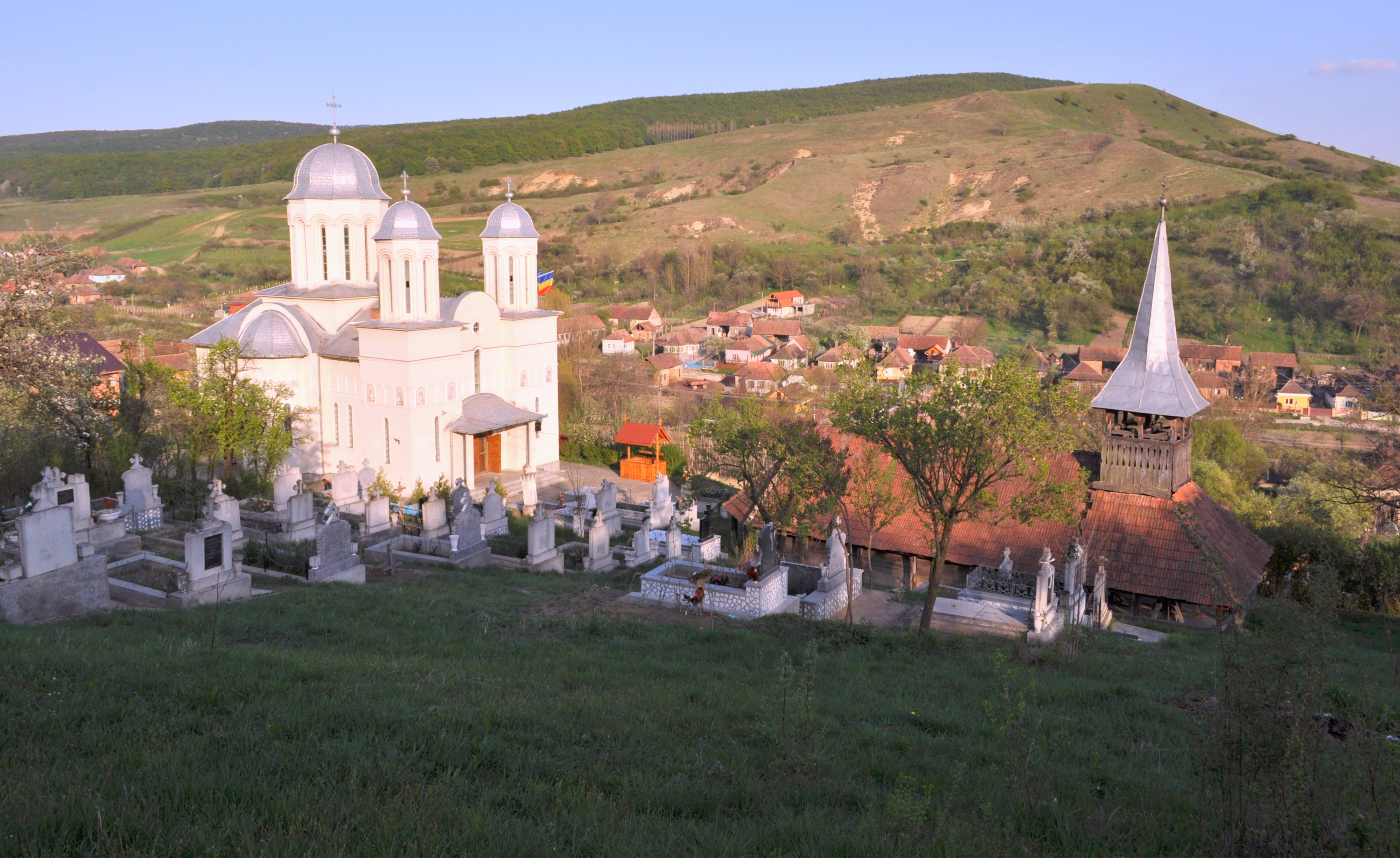
Bisericile ortodoxe
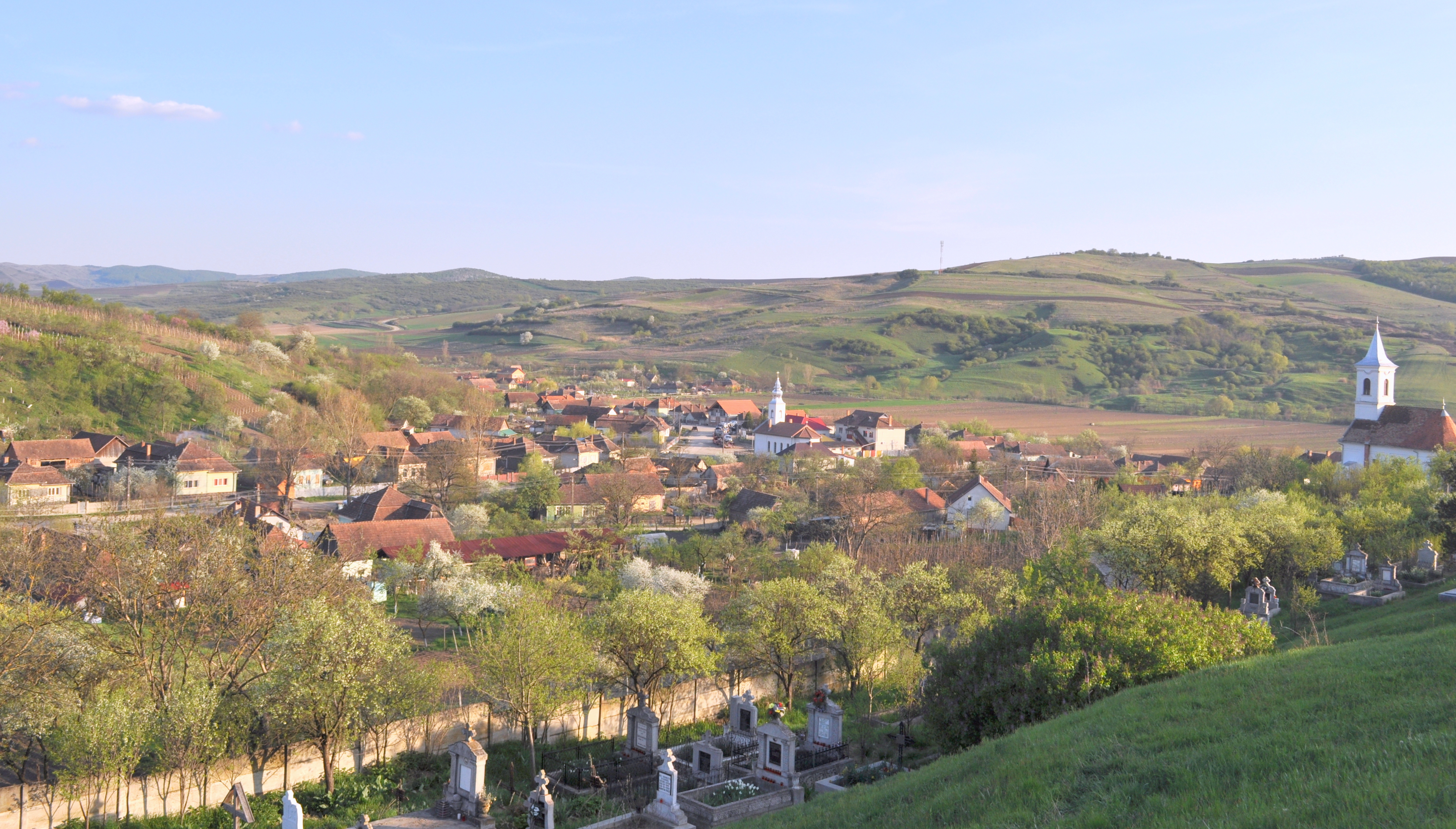
Panoramă
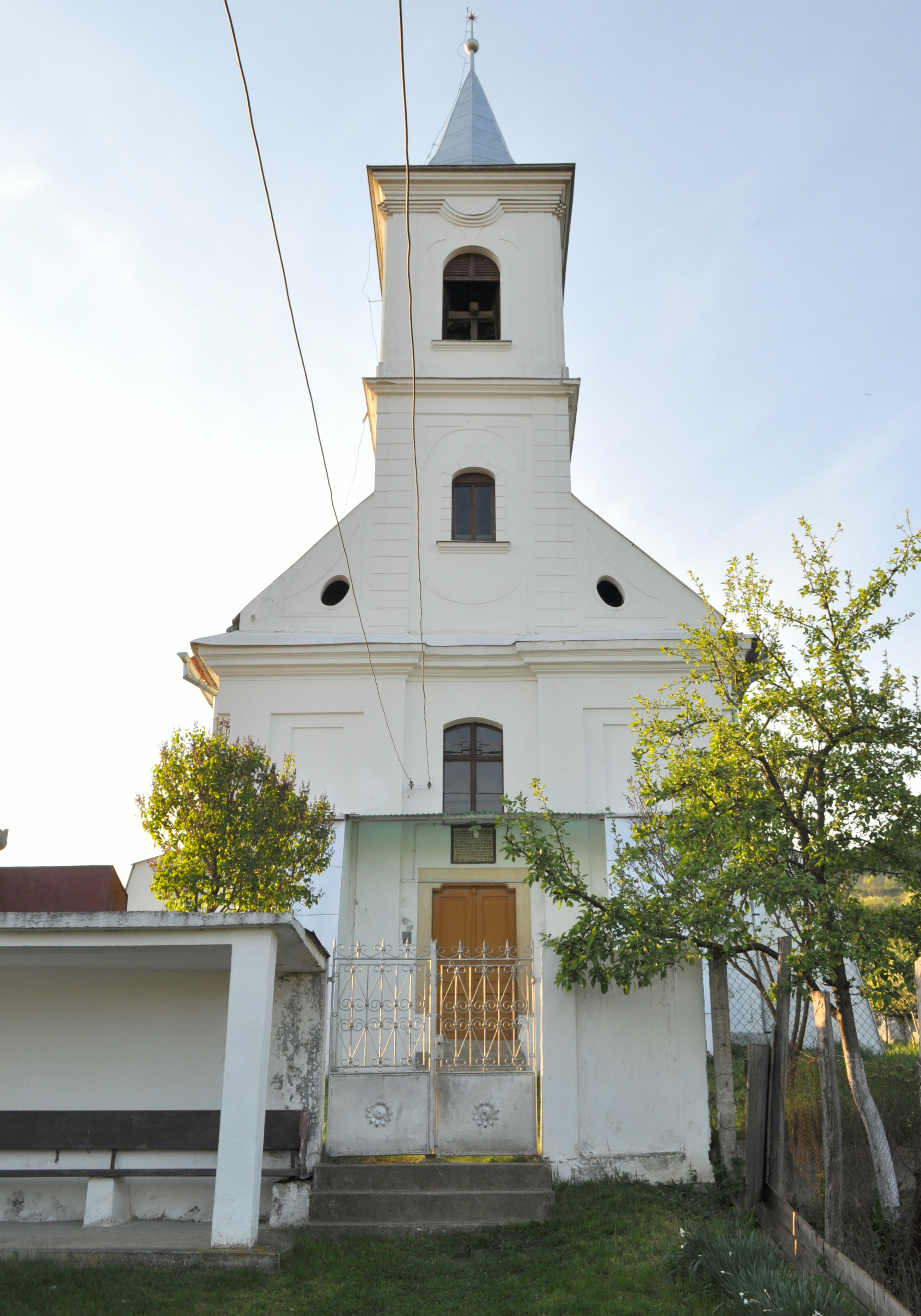
Biserica reformată